# Vallon nord de Port-Maria
Le   Vallon nord de Port-Maria est un site naturel protégé, faisant partie de la Zone naturelle d'intérêt écologique, faunistique et floristique de Belle-Île-en-Mer, situé sur la commune de Locmaria dans le département du Morbihan.

## Statut
Le site fait partie de la zone naturelle d'intérêt écologique, faunistique et floristique de type II, "Côte exposée de Belle-Île de la Pointe du Cardinal à la Pointe de Kerdonis",  no 530008253 , et est classé habitat d’intérêt communautaire prioritaire (n° 9180).

## Description
Le Vallon nord de Port Maria qui descend depuis le hameau de Borderenne, jusqu'à Port-Maria, est une ormaie de ravins. c'est probablement le dernier vestige de la forêt originelle de l'île.

## Flore

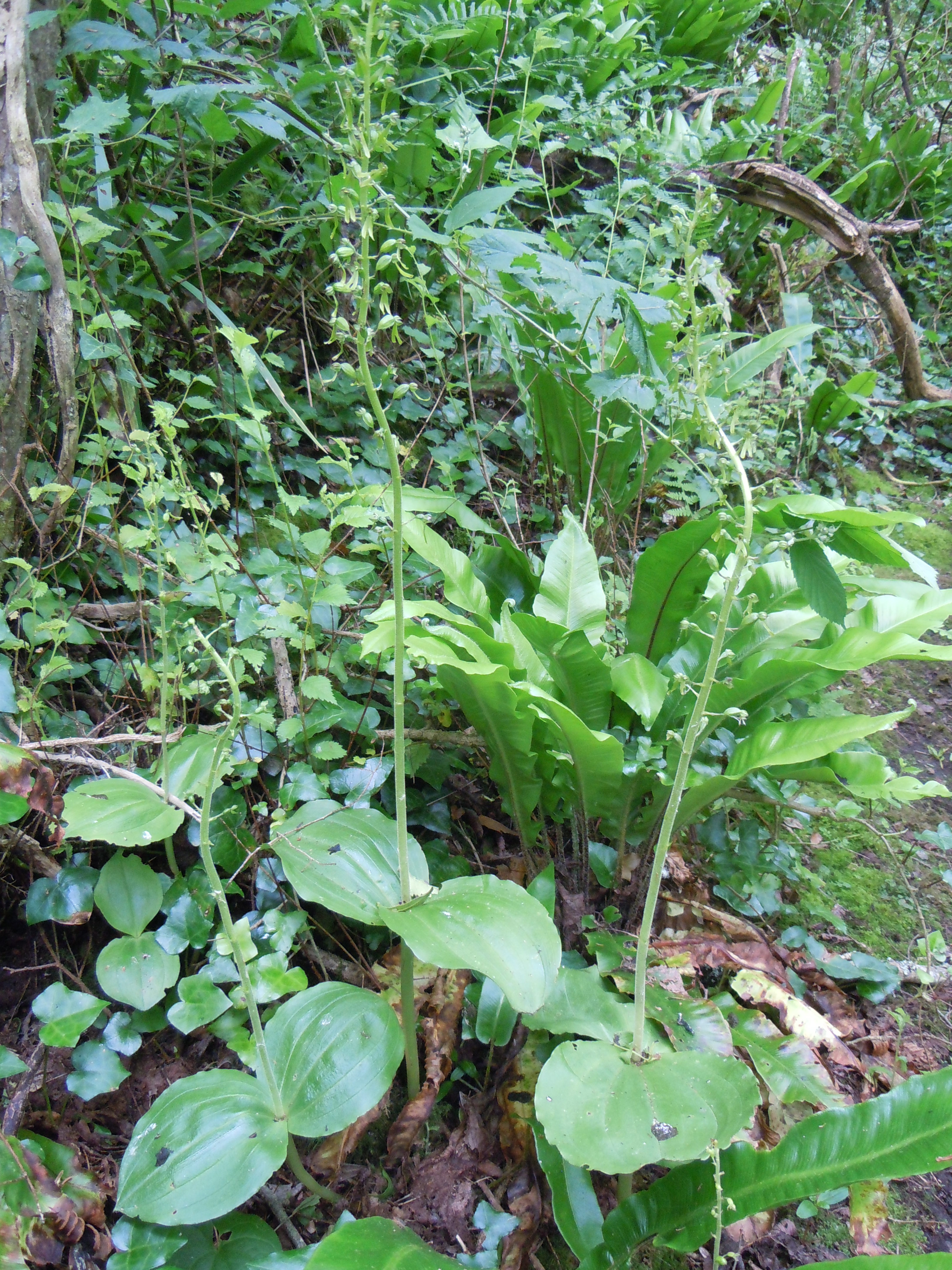
Listères à feuilles ovales dans le sous-bois

Le sous bois humide et acidophile d'ormes champêtres, est peuplé de nombreuses fougères (Asplenium scolopendrium, fougère-mâle (Dryopteris filix-mas) et Polystic à soies (Polystichum setiferum).
Le site est aussi une station de Listères à feuilles ovales (Neottia ovata).  